# Лејк Џексон (Тексас)
Лејк Џексон (енгл. Lake Jackson) град је у америчкој савезној држави Тексас. По попису становништва из 2010. у њему је живело 26.849 становника.

## Демографија
Према попису становништва из 2010. у граду је живело 26.849 становника, што је 463 (1,8%) становника више него 2000. године.
| Група             | 2000.          | 2010.          |
| Белци             | 20.476 (77,6%) | 18.710 (69,7%) |
| Афроамериканци    | 1.023 (3,9%)   | 1.370 (5,1%)   |
| Азијати           | 660 (2,5%)     | 842 (3,1%)     |
| Хиспаноамериканци | 3.879 (14,7%)  | 5.513 (20,5%)  |
| Укупно            | 26.386         | 26.849         |